# Brassia villosa
Brassia villosa är en orkidéart som beskrevs av John Lindley. Brassia villosa ingår i släktet Brassia och familjen orkidéer. Inga underarter finns listade i Catalogue of Life.